# لغة لاتغالية
اللغة اللاتغالية هي لغة مُتحدثة في منطقة لاتغاليا، في الجزء الشرقي من لاتفيا. وقد اخُتلف فيما إذا كانت اللاتغالية مجرد لهجة للاتفية أم أنها لغة مستقلة. ومع ذلك، فإنها في صورتها المعيارية معترف بها ومحمية بالقانون لكونها «لهجة تاريخية للغة اللاتفية». ويظهر إحصاء عام 2011 في لاتفيا أن ما نسبته 8.8 % من السكان، وهو ما يعادل 164,500 نسمة، يتحدثون اللاتغالية يومياً. كما يتوزع متحدثو اللغة اللاتغالية جغرافياً؛ حيث يتحدثها قرابة 97,600 نسمة في لاتغاليا، وحوالي 29,400 في ريغا، و 14,400 نسمة في إقليم ريغا.

## التاريخ

توزيع القبائل البلطيقية، 1200 ميلادي.

اللاتغاليون في الأصل، كانوا قبيلة تعيش في فيدزاميا الحديثة ولاتغاليا. ويُعتقد أنهم كانوا يتحدثون اللغة اللاتفية، والتي انتشرت عبر باقي مناطق لاتفيا الحديثة، مستوعبَةً صفات من اللغات الكورونية القديمة والسميغالية والسالونية والليفونية. كانت لاتغاليا سياسياً خلال الحروب البولندية-السويدية جزءاً منفصلاً ضمن الكومنولث البولندي الليتواني، بينما كان باقي اللاتفيون محكومين من خلال طبقة النبلاء الألمان البلطيقيين. وقد كان لقرنين من التطور المنعزل للاتغالية، وكذلك لتأثير لغات مكينة مختلفة، على الأرجح، الدور الأبرز الذي أفضى إلى تطور اللاتغالية الحديثة، بشكلٍ متميز، من اللغة المحكية في فيدزاميا ومناطق أخرى من لاتفيا.
بدأ التقليد الأدبي اللاتغالي بالتطور في القرن الثامن عشر من خلال الدارجات المحكية في شرق لاتفيا. ويعد كتاب "Evangelia toto anno" أو «بشارات لكل السنة» أقدم ما وصلنا مكتوباً باللاتغالية، وقد كُتب سنة 1753. وقد كان أول نظام للكتابة في اللاتغالية مُستعاراً من البولندية مستخدماً الحروف المطبعية العتيقة. وقد كان هذا النظام مختلفاً عن نظم الكتابة المتأثرة بالألمانية، المكتوبة عادةً بخط الحرف الأسود أو ما يُعرف بالحرف القوطي، والتي كانت مستخدمة لكتابة اللغة اللاتفية في باقي مناطق لاتفيا. العديد من الكتب اللاتغالية المكتوبة في نهاية القرن 18 وبداية القرن 19 قد ألفت من قبل الرهبان اليسوعيين، والذين قدموا من بلدان أوروبية متعددة إلى لاتغاليا، وذلك لكونها القاعدة الشمالية الشرقية المتقدمة للكاثوليكية؛ وقد كانت كتاباتهم تتضمن الأدب الديني والتقويمات والشعر.
كان نشر الكتب باللغتين اللاتغالية واللتوانية محظوراً في المدة ما بين 1865 و1904. وقد كان هذا الحظر على استخدام الألفبائية اللاتينية في هذا الجزء من الإمبراطورية الروسية قد تلا ما يُعرف بانتفاضة يناير؛ حيث تحدى المتمردون في كلٍّ من بولندا وليتوانيا ولاتغاليا القانون القيصري الروسي. وخلال مدّة الحظر، لم يظهر سوى عدد محددود من النصوص الدينية الكاثوليكية التي هُربت وكذلك بعض الأعمال الأدبية المخطوطة. وعلى سبيل المثال، فقد كُتبت تقويمات بواسطة أحد الريفيين المتثقفين ذاتياً.
وبعد رفع الحظر عام 1904، كان هناك إعادة ولادة سريعة للتقليد الأدبي اللاتغالي؛ حيث ظهرت ولأول مرة الصحف والكتب المدرسية والقواعد الخاصة باللاتغالية. في عام 1918، أصبحت لاتغاليا جزءاً من لاتفيا، الدولة الناشئة حديثاً آنذاك. ومن عام 1920 إلى عام 1934، تطورت التقاليد الأدبية لكلٍّ من اللغتين اللاتفية واللاتغالية بشكل متواز. وقد تحقق في هذه الفترة إنجازٌ جدير بالذكر للغة اللاتغالية، وهو الترجمة الأصلية للعهد جديد للغة اللاتغالية، وقد قام بالترجمة أحد الراهبان والعلماء كما نشرت الترجمة عام 1933. وبعد انقلاب كارليس أولمانيس عام 1934، ألغيت جميع المناهج المدرسية التي كانت باللاتغالية، كما ألغي استخدامها في مؤسسات الدولة؛ حيث كانت هذه الإجراءات جزءاً من مجهودٍ أكبرٍ لمُعايرة استخدام اللغة اللاتفية. اللاتغالية استمرت لغةً محكيةً خلال مدّة ضمّ الإتحاد السوفييتي للاتفيا من عام 1940 إلى عام 1990، بينما كان الأدب المطبوع متوقفاً بين 1959 و1989، ولكن بعض المفكرين اللاتغاليين في المهجر استمروا في نشرهم الكتب والدراسات باللغة اللاتغالية. ويُعد ميكالس بوكشس مثالاً بارزاً على ذلك.
منذ استعادة لاتفيا لاستقلالها، ظهرت زيادة واضحة في الاهتمام في اللغة اللاتغالية والتراث الثقافي كذلك. وقد أصبحت اللاتغالية تُدرس كمساق دراسي اختياري في بعض الجامعات؛ ففي ريزكني مثلاً تقوم «دار نشر المركز الثقافي اللاتغالي» والذي يديره «جينس إلكسنيس» بطباعة كلٍّ من الكتب القديمة والحديثة في اللاتغالية.
وفي عام 1992 نُشر كلٌّ من أول كتاب ألفبائي بعد استعادة اللغة اللاتغالية. وفي القرن الواحد والعشرين بدأت تبدو اللاتغالية مرئية أكثر في المشهد الثقافي اللاتفي؛ حيث من الممكن جداً أن تُسمع اللاتغالية في مقابلات على المرناة الوطنية في لاتفيا، كما ظهرت كذلك فرق موسيقى الروك التي تغني باللاتغالية، وقد حققت مثل هذه الفرق نجاحاً عبر لاتفيا كلها. واليوم تُستخدم اللاتغالية المكتوبة في اللافتات العامة؛ مثل أسماء الشوارع وكذلك لافتات المحال التجارية، الشيء الذي يثبت نمو استخدام اللاتغالية في المشهد اللغوي.

## التصنيف
اللاتغالية هي واحدة من اللغات اللغات البلطيقية الشرقية، والتي تُعد بدورها جزءاً من عائلة اللغات البلطيقية والتي تدخل تحت عائلة اللغات الهندوأوروبية. تتضمن اللغات البلطيقية الشرقية كذلك كلاًّ من اللاتفية والساموغيتية والليتوانية. وتُعتبر اللاتغالية إلى حدٍّ متوسط لغةً مصرفة؛ حيث أنّ تعدد أشكال الفعل والاسم يُعدّ صفةً لكثير من اللغات البلطيقية والسلافية الأخرى (أنظر التصريف في اللغات البلطيقية).

## التوزيع الجغرافي

إستخدام اللغة اللاتغالية في لاتفيا 2011)

اللاتغالية هي لغة يتحدثها حوالي 150,000 إنسان، يقطنون بشكلٍ رئيس في لاتغاليا في لاتفيا، كما أن هناك مجتمعات صغيرة ناطقة باللاتغالية في كلٍّ من روسيا وصربيا.

## الحالة الرسمية
بين عامي 1920 و 1934 كانت اللاتغالية مستخدمة في الحكومة المحلية للاتغاليا وفي التعليم كذلك. والآن اللاتغالية لا تستخدم كلغة رسمية في أي مكان في لاتفيا، ولكنها محمية من خلال قانون اللغة اللاتفي الذي ينص على أنّ «الدولة اللاتفية تكفل صيانة وحماية وتنمية اللغة الأدبية اللاتغالية لكونها لهجة تاريخية للغة اللاتفية». كما أنّ هناك وكالة لنظام الكتابة في اللاتغالية، وتحظى هذه الوكالة بدعم الدولة في لاتفيا. وأياً ما كان، سواء كانت اللاتغالية لغة منفصلة أو مجرد لهجة لاتفية فقد كانت مادةً لنقاشات ساخنة خلال القرن العشرين. وقد كان مناصرو اللاتغالية، مثل بعض اللغويين، يرون أن اللاتغالية تملك مقومات اللغة المستقلة. ورسمياً، فإن اللاتغالية تصنف لهجةً لللاتفية، وهذا يعني أن اللاتفية لها طريقتين معيارتين مكتوبتين مختلفتين وهما اللاتفية واللاتغالية.

## اللهجات
يمكن تصنيف متحدثي اللاتغالية ضمن ثلاث مجموعات رئيسة وهي الشمالية والوسطى والجنوبية. هذه المجموعات اللهجوية الثلاث متبادلة الوضوح فيما بينها بكل ما تعني الكلمة وتتميز عن بعضها البعض فقط بتغيرات ثانوية في الصوائت والصوائت الثنائية وبعض اللواحق الصرفية. وتشكل اللهجات المناطقية في المنطقة الوسطى من لاتغاليا الأساس الصوتي لللاتغالية المعيارية الحديثة، بينما كان الأدب اللاتغالي في القرن الثامن عشر متأثراً أكثر باللهجات اللاتغالية الجنوبية.

## الألفبائية
اللاتغالية تستخدم ألفبائية مكونة من 35 حرف. كما أن نظام كتابتها مشابهٌ جداً لنظام الكتابة اللاتفية، ولكنها تختلف عنها بحرفين إضافيين وهما: الحرف ⟨y⟩ والذي يمثل الصوت ‎[ɨ]‏ الغائب في المعيارية اللاتفية، وهو متباين نطقي لـ ‎/i/‏، والحرف ⟨ō⟩ الذي كان في نظام الكتابة اللاتفية قبل عام 1957 واستمر في اللاتغالية للآن.
| الحرف الكبير | الحرف الصغير | اللفظ |
| ------------ | ------------ | ----- |
| A            | a            | ‎/a/‏   |
| Ā            | ā            | ‎/aː/‏  |
| B            | b            | ‎/b/‏   |
| C            | c            | ‎/t͡s/‏  |
| Č            | č            | ‎/t͡ʃ/‏  |
| D            | d            | ‎/d/‏   |
| E            | e            | ‎/ɛ/‏   |
| Ē            | ē            | ‎/ɛː/‏  |
| F            | f            | ‎/f/‏   |
| G            | g            | ‎/ɡ/‏   |
| Ģ            | ģ            | ‎/ɡʲ/‏  |
| H            | h            | ‎/x/‏   |
| I            | i            | ‎/i/‏   |
| Y            | y            | ‎/ɨ/‏   |
| Ī            | ī            | ‎/iː/‏  |
| J            | j            | ‎/j/‏   |
| K            | k            | ‎/k/‏   |
| Ķ            | ķ            | ‎/kʲ/‏  |
| L            | l            | ‎/l/‏   |
| Ļ            | ļ            | ‎/lʲ/‏  |
| M            | m            | ‎/m/‏   |
| N            | n            | ‎/n/‏   |
| Ņ            | ņ            | ‎/nʲ/‏  |
| O            | o            | ‎/ɔ/‏   |
| Ō            | ō            | ‎/ɔː/‏  |
| P            | p            | ‎/p/‏   |
| R            | r            | ‎/r/‏   |
| S            | s            | ‎/s/‏   |
| Š            | š            | ‎/ʃ/‏   |
| T            | t            | ‎/t/‏   |
| U            | u            | ‎/u/‏   |
| Ū            | ū            | ‎/uː/‏  |
| V            | v            | ‎/v/‏   |
| Z            | z            | ‎/z/‏   |
| Ž            | ž            | ‎/ʒ/‏   |

## أمثلة من اللغة

### قصيدة باللغة اللاتغالية
,Tik skrytuļam ruodīs: iz vītys jis grīžās

,A brauciejam breinums, kai tuoli ceļš aizvess 
 
,Tai vuorpsteite cīši pret sprāduoju paušās 
 
.Jei naatteik – vacei gi dzejis gols zvaigznēs

,Pruots naguorbej ramu, juos lepneibu grūžoj

,Vys jamās pa sovam ļauds pasauli puormeit
 
Bet nak jau sevkuram vīns kuorsynoj myužu

.I ramaņu jumtus līk īguodu kuormim

,Na vysim tai sadar kai kuošam ar speini
 
,Sirds narymst i nabeidz par sātmalim tēmēt 

,A pruots rauga skaitejs pa rokstaudža zeimem 

.Kai riedeits, kod saulei vēļ vaiņuku jēme

### الصلاة الربية
,Tāvs myusu, kas esi debesīs

.svēteits lai tūp Tovs vōrds

.Lai atnōk Tova vaļsteiba

,Tova vaļa lai nūteik, kai debesīs
 
.tai ari vērs zemes

.Myusu ikdīneiškū maizi dūd mums šudiņ

,Un atlaid mums myusu porōdus

.kai ari mes atlaižam sovim porōdnīkim

,Un naīved myusu kārdynōšonā
 
.bet izglōb myusus nu ļauna Amen

### تعابير
| اللاتغالية                        | اللاتفية                            | المعنى |
| --------------------------------- | ----------------------------------- | --- |
| Vasals!                           | Sveiks!                             | مرجبا، أهلاً وسهلاً (حرفيا "سليم ومعافى")                                                                                           |
| Loba dīna!                        | Labdien!                            | مرحباً، يوم جيد! |
| Muns vuords Eugeņs.               | Mans vārds ir Eugeņs.               | إسمي إيغوين. |
| Šudiņ breineiga dīna!             | Šodien ir brīnišķīga diena!         | اليوم رائع/جميل! |
| Vīns, div, treis, niu tu breivs!  | Viens, divi, trīs, nu tu esi brīvs! | واحد، اثنان، ثلاثة، الآن أنت حر! (لعبة العدّ للأطفال)                                                                              |
| Asu aizjimts itamā šaļtī!         | Esmu aizņemts šobrīd!               | أنا مشغول الآن! |
| Es tevi mīļoju!                   | Es tevi mīlu!                       | أُحبك! |
| Asu nu Latgolys.                  | Esmu no Latgales.                   | أنا من لاتغاليا. (في الدارجة اللاتفية، "esu" هي إختصارُ "es esmu.")                                                                |
| As īšu iz sātu.                   | Es iešu mājās.                      | سأذهب للبيت. |
| Maņ pateik vuiceitīs. (moceitīs). | Man patīk mācīties.                 | أحب أن أتعلم. (ملاحظة، هذه الإختلافات بين اللاتغالية واللاتفية هي اختلافات نمطية. الأمثلة هنا بسيطة لأنها مرتبطة بمفاهيم أساسية.) |

## روابط خارجية
- قاموس لاتفي - لاتغالي
- Sanita Lazdiņa, Heiko F. Marten: http://www.ecmi.de/fileadmin/downloads/publications/JEMIE/2012/LazdinaMarten.pdf اللاتغالية في لاتفيا نضال مستمر للاعتراف السياسي
- التقليدان الأدبيان لللاتفيين
- حقائق عن اللغة اللاتغالية
- قواعد اللغة اللاتغالية (في لاتفيا، بصيغة PDF)